# 教堂门站
教堂门站（英語：Churchgate）是孟买市郊铁路西线的南端总站，也是孟买市区最南端的铁路车站，位于孟买南区教堂门，车站隶属西部铁路区，车站代码为CCG。该站也是西部铁路区总部所在地。

## 历史
孟买、巴罗达及中印度铁路的宽轨线路于1867年从格兰特路站南延至名为“孟买后湾”（Bombay Backbay）的站点，位于孟买海岸线、教堂门附近，并在同年4月12日开通维拉站至孟买后湾站的市郊列车。1870年，该站首次被称为“教堂门”。

1930年代的教堂门站

线路此后在1872年继续南延至科拉巴站。此后孟买政府要求移交教堂门至科拉巴的一段线路，科拉巴站在1930年12月31日关闭，教堂门站成为孟买最南端的铁路车站。
教堂门站在1967年开始改造，建设站台、站房和办公楼，并重建站场，耗资约1280万印度卢比。2010年12月开始，车站进行站台扩建工程，以容纳15编组的列车。
2015年6月28日，一班列车因制动不及撞向站台末端，5人受伤。

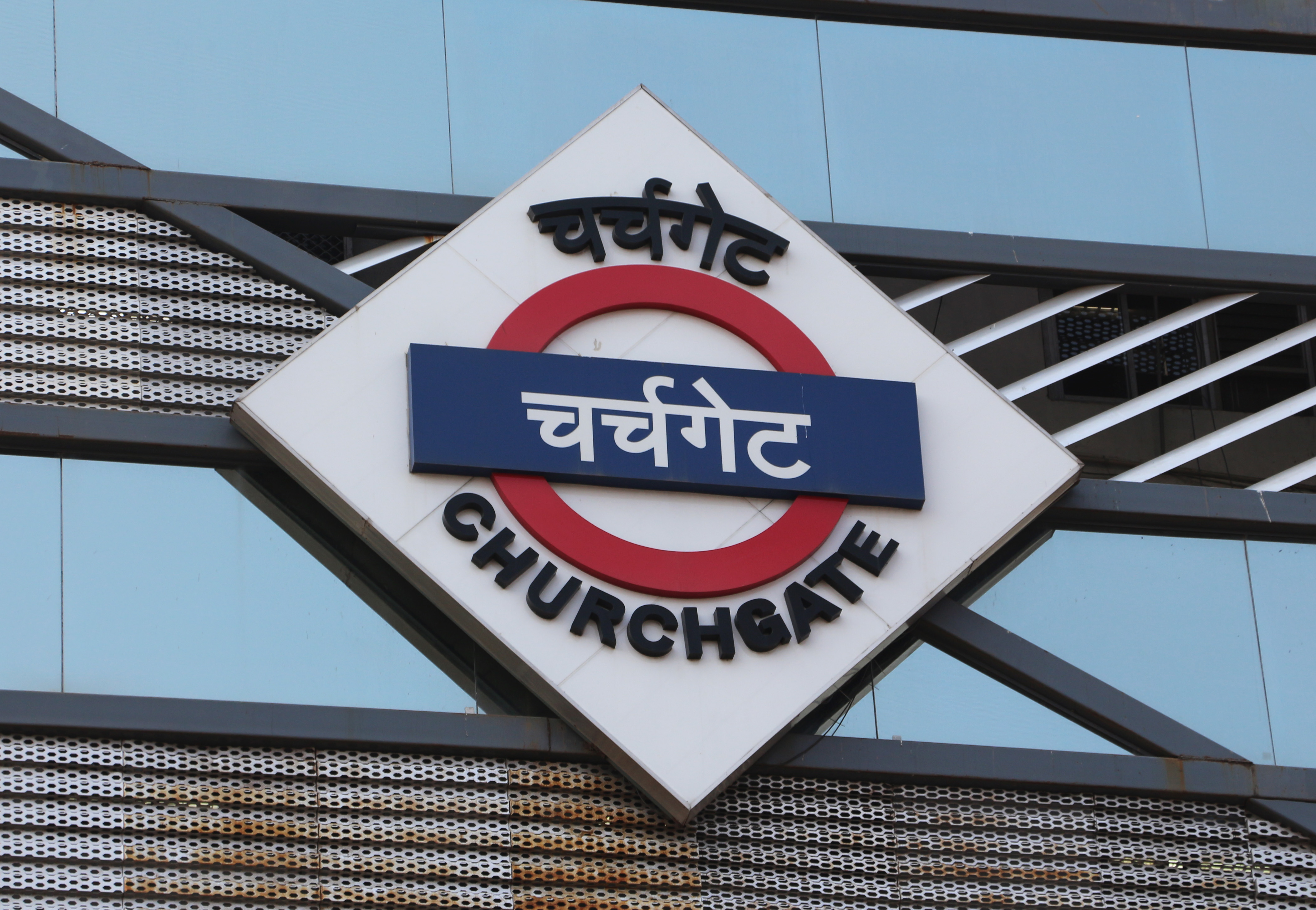
车站标志
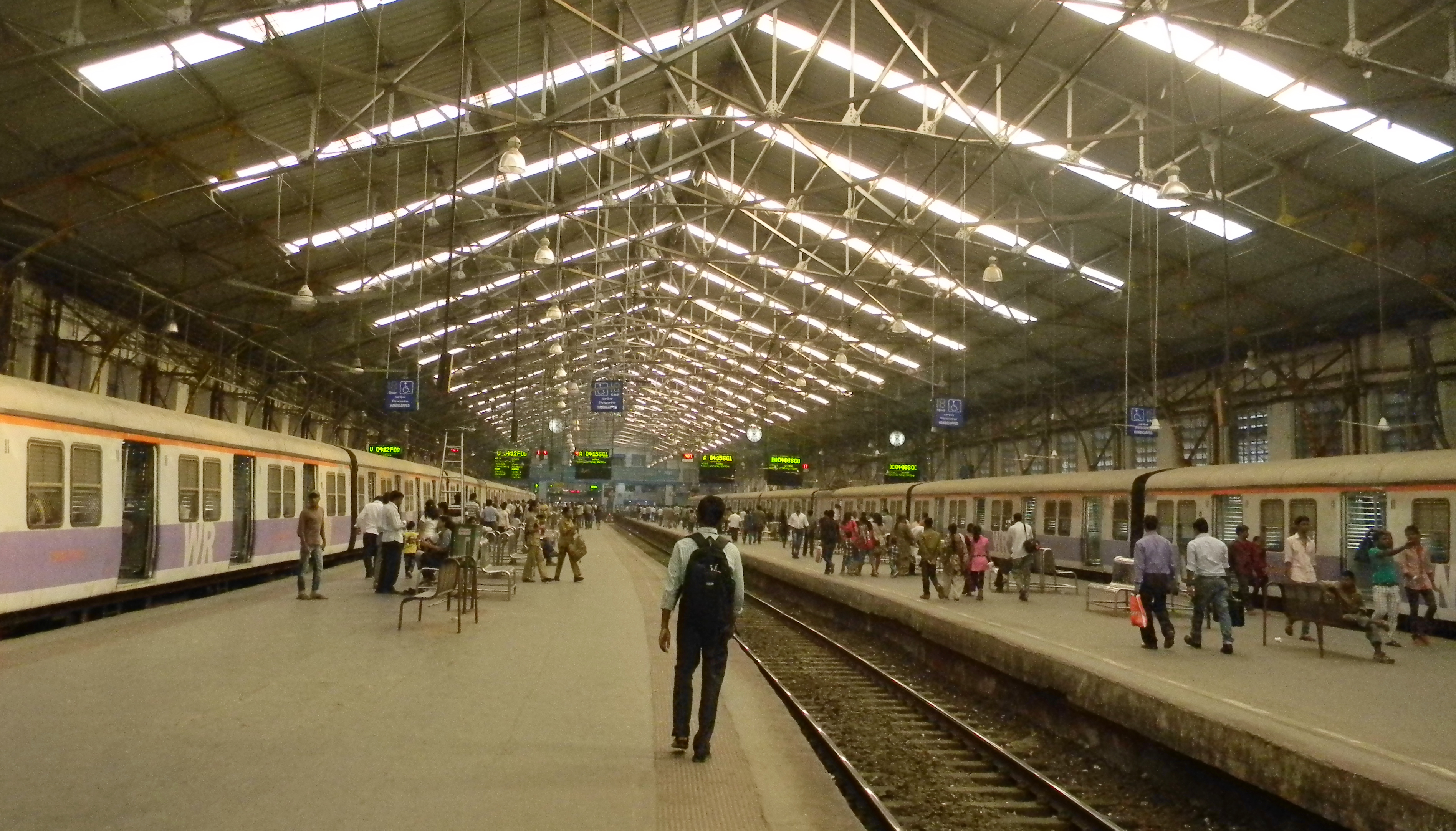
站台
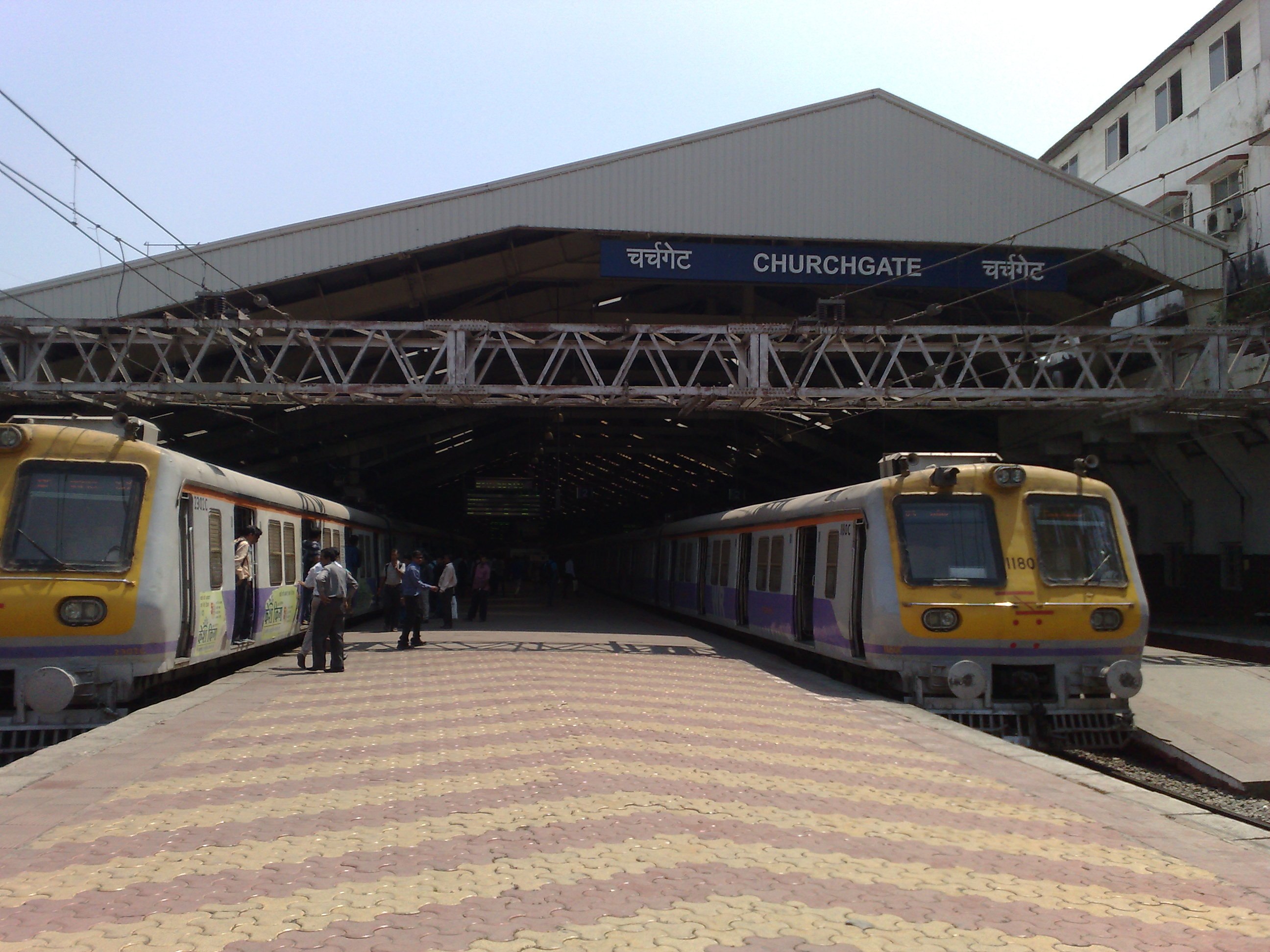
延伸至顶棚外的站台
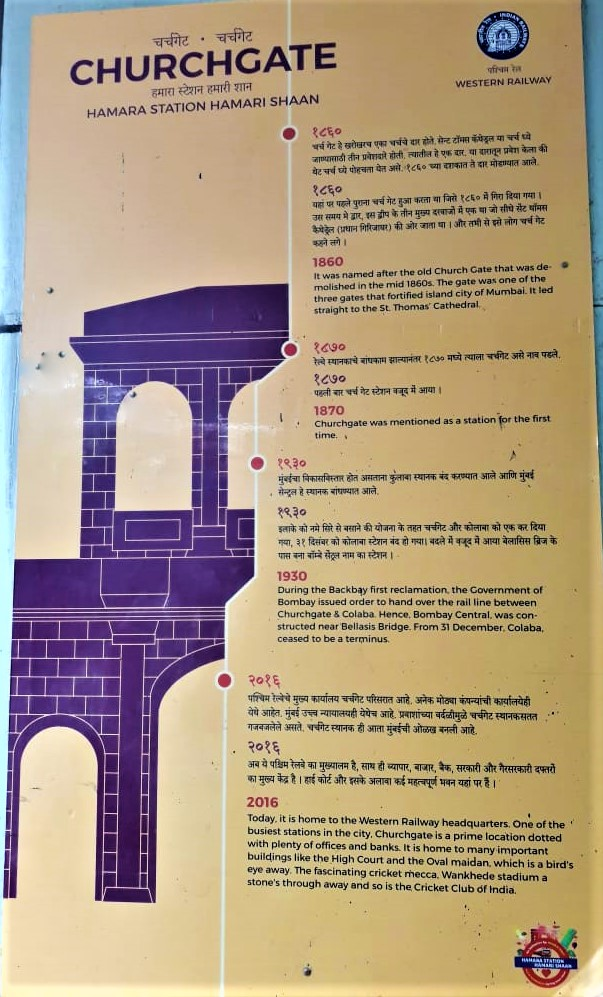
车站介绍
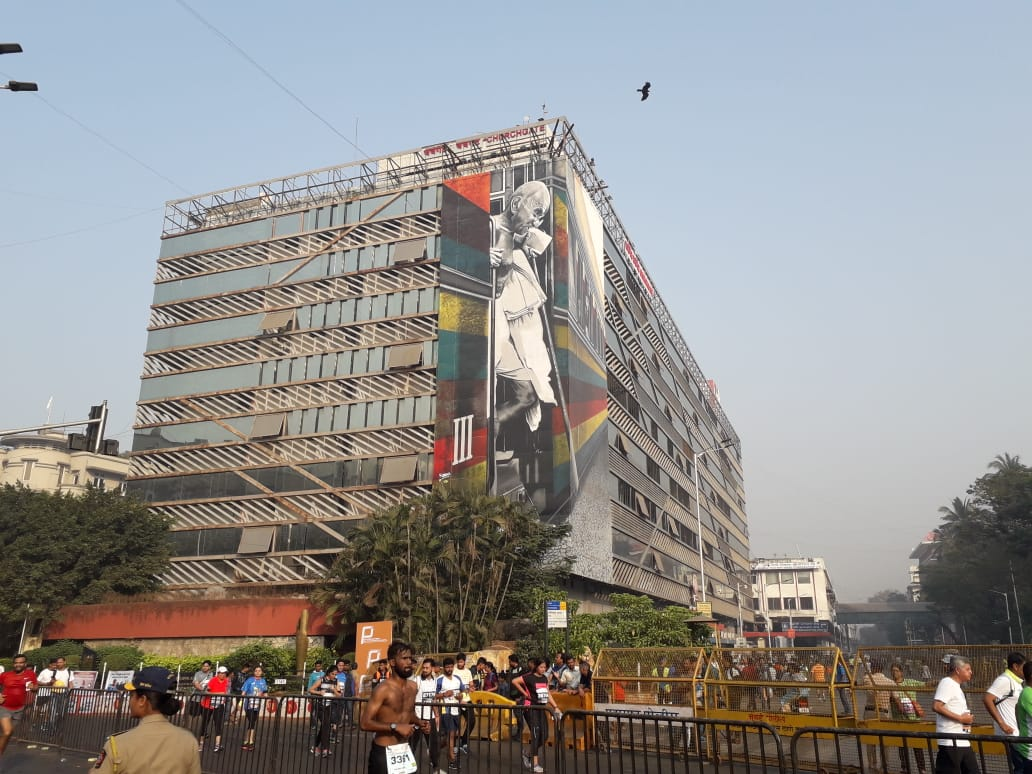
车站站房的圣雄甘地壁画
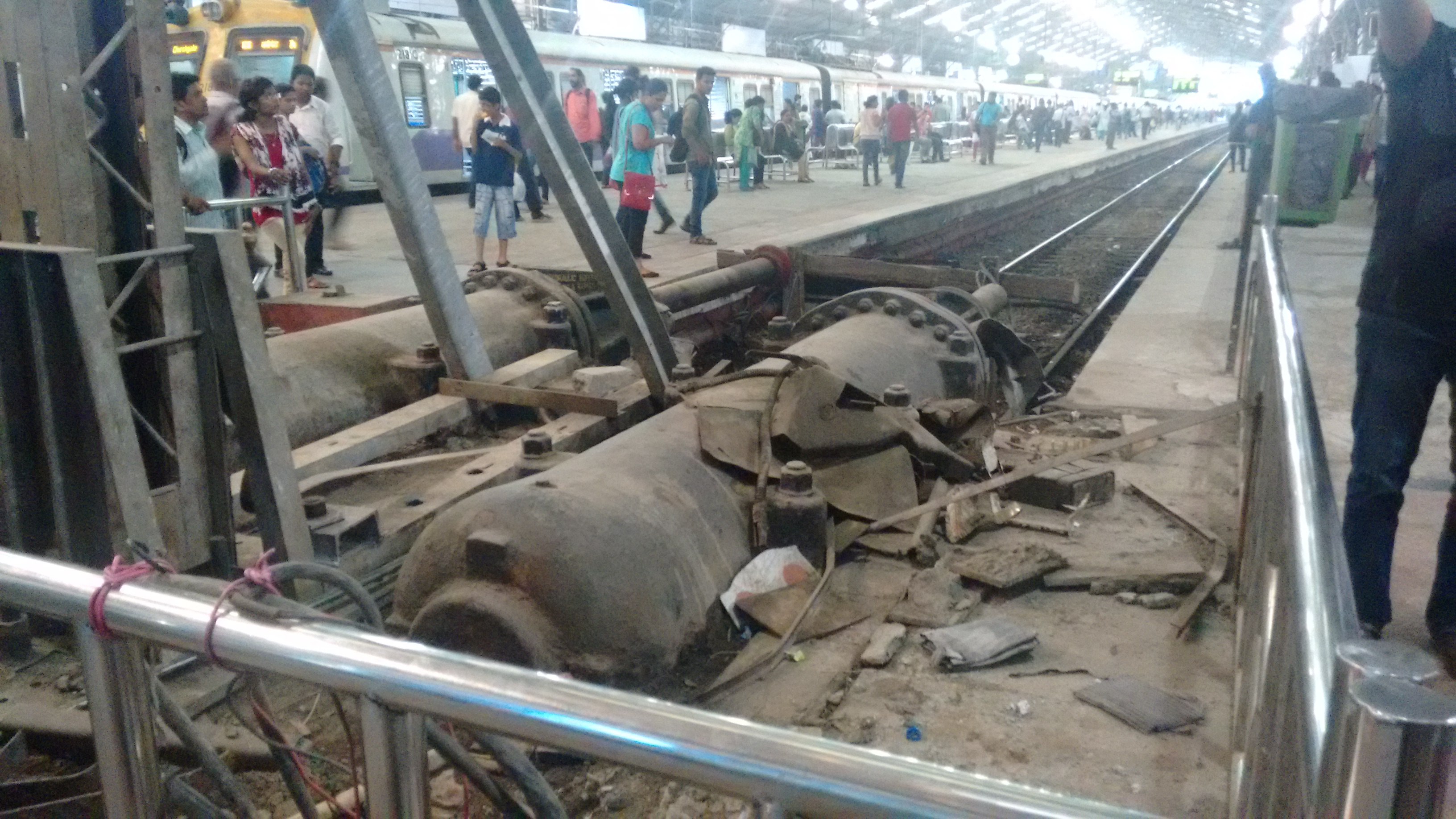
2015年6月28日列车事故后受损的缓冲器